# Molí de vent (Tiana)
El Molí de vent és una obra de Tiana (Maresme) inclosa a l'Inventari del Patrimoni Arquitectònic de Catalunya.

## Descripció
És un element urbà; es tracta d'un molí de vent -les seves aspes es mouen gràcies a l'acció de l'aire en moviment- muntat a sobre d'una torre metàl·lica que treu aigua de la propietat on s'allotja. Les seves dimensions considerables fa que sigui un element molt visible des de diversos punts. És l'únic molí d'aquest tipus que queda a Tiana.